# 陈家湾水库
陈家湾水库是中国山西省吕梁市中阳县境内的一座水库，位于南川河上，建于1973年。水库正常库容为365万立方米，集雨面积为309平方千米，海拔为1041.5米。